# Yaroslava Mahuchikh
Yaroslava Mahuchikh (Dnipro, 19 de setembro de 2001) é uma atleta ucraniana, campeã olímpica, campeã mundial e recordista mundial do salto em altura.

## Carreira
Mahuchikh começou o salto em altura aos 13 anos e conseguiu melhorar significativamente seu desempenho em dois anos. Aos 15 anos, ela ganhou a medalha de ouro no Campeonato Mundial Sub-18 de Atletismo de 2017 em Nairóbi, Quênia, pela maior marca na história com seu então recorde pessoal de 1,92 m. Estreou num campeonato global no Campeonato Mundial de Atletismo de 2019 em Doha, no Qatar, surpreendendo o mundo do atletismo quando conquistou a medalha de prata quebrando o recorde mundial júnior, aos 18 anos de idade, com um salto de 2,04 m.
Em agosto de 2021 ela ganhou a medalha de bronze nos Jogos Olímpicos de Verão de 2020 em Tóquio com 2,00 m. Em março de 2022, poucos dias após deixar seu país por causa da invasão russa da Ucrânia, venceu a prova no Campeonato Mundial de Atletismo em Pista Coberta, na Sérvia, tornando-se campeã mundial indoor. No Campeonato Mundial de Atletismo de 2022, em Eugene, Estados Unidos, ficou com a medalha de prata, com um salto de 2,02 m. Conquistou a medalha de ouro e o título de campeã mundial em Budapeste 2023.
Em 7 de julho de 2024, durante o Meeting de Paris, estabeleceu uma nova marca mundial de 2,10 m, quebrando um recorde de 37 anos de duração, 2,09 m, que pertencia à búlgara Stefka Kostadinova desde o Campeonato Mundial de Atletismo de 1987, em Roma.
Em Paris 2024, um mês após quebrar o recorde mundial, tornou-se campeã olímpica saltando a marca de 2,00 m.